# Futaba Kioka
Futaba Kioka (木岡 二葉, Kioka Futaba), née le 22 novembre 1965, est une joueuse internationale de football japonaise. Elle évoluait au poste de milieu de terrain.

## Biographie
Le 7 juin 1981, elle fait ses débuts avec l'équipe nationale japonaise lors de la Coupe d'Asie, contre l'équipe de Taipei chinois. 
Elle participe à cinq reprises à la Coupe d'Asie, en 1981, 1986, 1989, 1993 et 1995. Elle atteint la finale de cette compétition en 1986 et 1995.
Elle dispute également la Coupe du monde 1991, la Coupe du monde 1995, et les Jeux olympiques d'été 1996. 
Elle compte 75 sélections pour 30 buts en équipe nationale du Japon de 1981 à 1996.

## Statistiques
Le tableau ci-dessous présente les statistiques de Futaba Kioka en équipe nationale :
| Équipe du Japon | Équipe du Japon | Équipe du Japon |
| Année           | Matchs          | Buts            |
| --------------- | --------------- | --------------- |
| 1981            | 5               | 0               |
| 1982            | 0               | 0               |
| 1983            | 0               | 0               |
| 1984            | 3               | 1               |
| 1985            | 0               | 0               |
| 1986            | 13              | 7               |
| 1987            | 4               | 1               |
| 1988            | 3               | 0               |
| 1989            | 10              | 9               |
| 1990            | 7               | 7               |
| 1991            | 6               | 1               |
| 1992            | 0               | 0               |
| 1993            | 5               | 2               |
| 1994            | 5               | 1               |
| 1995            | 9               | 0               |
| 1996            | 5               | 1               |
| Total           | 75              | 30              |

## Palmarès

### En équipe nationale
- Finaliste de la Coupe d'Asie en 1986 et 1995
- Troisième de la Coupe d'Asie en 1989 et 1993

### En club
Avec le Shimizudaihachi SC :
- Vainqueur de la Coupe du Japon en 1980, 1981, 1982, 1983, 1984, 1985 et 1986
- Finaliste de la Coupe du Japon en 1987

Avec le Suzuyo Shimizu FC Lovely Ladies :
- Championne du Japon en 1989
- Vice-championne du Japon en 1990, 1991, 1992 et 1993
- Vainqueur de la Coupe du Japon en 1991
- Finaliste de la Coupe du Japon en 1989 et 1990